# Ermanno Vallazza
Ermanno Vallazza (Boca, 6 mei 1899- Boca, 30 januari 1978) was een Italiaans wielrenner.

## Carrière
Hij won in 1923 het Italiaans kampioenschap op de weg voor amateurs en werd datzelfde jaar zevende op het wereldkampioenschap voor amateurs. In 1924 nam hij deel aan de Ronde van Frankrijk waar een vijfde plaats in de 8e etappe zijn beste resultaat was en hij 13e werd in het eindklassement. In 1925 werd hij derde in de Ronde van Lombardije, Het jaar erop werd hij nogmaals derde maar kan hij zijn eerste profkoers winnen met de Coppa Placci. Hij behaalde dat jaar ook twee podiumplaatsen in de Ronde van Italië en werd 6e in het eindklassement.
In 1926 nam hij opnieuw deel aan de Giro en kon opnieuw twee podiumplaatsen rijden in de etappes en werd vierde in het eindklassement. Hij werd ook tweede in Milaan-Modena achter Domenico Piemontesi. In 1927 werd hij voor de tweede maal vierde in de Giro, in de editie van 1929 werd hij 23e.

## Belangrijkste overwinningen
1923
- Italiaans kampioenschap (amateurs)

1926
- Coppa Placci

## Resultaten in voornaamste wedstrijden
| Jaar | Ronde van Italië | Ronde van Frankrijk | Ronde van Spanje |
| ---- | ---------------- | ------------------- | ---------------- |
| 1924 |                  | 13e                 |                  |
| 1925 | 6e               |                     |                  |
| 1926 | 4e               |                     |                  |
| 1927 | 4e               |                     |                  |
| 1928 |                  |                     |                  |
| 1929 | 23e              |                     |                  |

| Jaar | Milaan-San Remo | Ronde van Lombardije |
| ---- | --------------- | -------------------- |
| 1924 |                 |                      |
| 1925 | 23e             | Brons                |
| 1926 | 6e              | Brons                |
| 1927 | 22e             |                      |
| 1928 |                 | 20e                  |
| 1929 |                 | 15e                  |

## Ploegen
- 1924 - Legnano
- 1924 - Wolsit
- 1925 - Legnano
- 1926 - Legnano
- 1927 - Legnano
- 1928 - Bianchi
- 1929 - Bianchi

- Bibliothèque nationale de France: cb17071096p (data)
- Virtual International Authority File: 5998147605368857760001